# Бринк, Йорген
Йорген Бринк (швед. Jörgen Brink) (род. 10 марта 1974 года) — известный шведский лыжник и биатлонист, трёхкратный бронзовый призёр чемпионата мира 2003 года.

## Спортивная карьера
Высшим достижением Йоргена Бринка является выступление на чемпионате мира 2003 года в Валь-ди-Фьемме, где он завоевал три бронзовые медали в дуатлоне на 20 км, эстафете и марафоне на 50 км свободным стилем.
На зимних олимпийских играх принимал участие дважды в 2002 и 2006 годах, лучший результат - 24 место в Солт-Лейк-Сити в спринте.
На этапах Кубка мира в его активе 3-е место в общем зачёте и одна победа на дистанции 30 км классикой в сезоне 2002/03, а также ещё 4 подиума.
С сезона 2007/08 участвовал в Кубке мира по биатлону. Наивысшим достижением является 5-е место в спринте на этапе Кубка мира 2008/09 в Ванкувере. В начале сезона 2009/10 завершил свои выступления в биатлоне и переключился на лыжные марафоны.
Трижды выигрывал лыжный марафон Васалоппет в 2010, 2011, 2012 годах. Обладатель рекорда трассы.
В настоящее время выступает за лыжную марафонскую команду Lager 157.